# 長崎県立佐世保商科短期大学
長崎県立佐世保商科短期大学（ながさきけんりつさせぼしょうかたんきだいがく）は、長崎県佐世保市三浦町86に本部を置いていた日本の公立大学である。1951年に設置され、1969年に廃止された。

## 概要

### 大学全体
- 長崎県佐世保市に所在した日本の公立短期大学で、設置主体は長崎県
- 学科数1、課程数2、入学総定員160名体制で1951年開学。Ⅰ部は昼間部2年制、Ⅱ部は夜間部3年制。
- 1956年度の入学生を最後に[注釈 1]、1957年に当短期大学としての使命を終える[3]。

### 教育および研究
- 長崎県立佐世保商科短期大学は商業に関する専門教育に特化した短大となっていた。

### 学風および特色
- 長崎県立佐世保商科短期大学は勤労の傍らで学問に勤しむ人々のために夜間部を設けていたところに特色がある。

## 沿革
- 1950年
  - 10月 文部省[注釈 2]に短期大学[注 2]の設置認可に関する申請を以下の通り行う[4]。
- 1951年
  - 1月31日 左記を以て文部省[注 3]より短期大学の設置が認可される[5]。
  - 4月1日 長崎県立佐世保商科短期大学が以下の学科体制にて開学する。
    - 商科
      - 第一部 入学定員80名
      - 第二部 入学定員80名
- 1954年 学生数[6][注 4]/定員
  - 商科
    - 第一部 172[注 5]/160
    - 第二部 259[注 6]
- 1956年
  - 4月1日 この年度で学生募集最終となる。
- 1957年
  - 3月15日 長崎県立短期大学としての再設置が認可される[8]。
  - 4月18日 長崎県立佐世保商科短期大学が消滅[3]より。[注 7]。以後は、長崎県立短期大学を参照。

## 基礎データ

### 所在地
- 長崎県佐世保市三浦町86

## 教育および研究

### 組織

#### 学科[注 8]
- 商科
  - 第一部 入学定員80名
  - 第二部 入学定員80名

#### 専攻科
- なし

#### 別科
- なし

#### 取得資格について
- 商科Ⅰ部・Ⅱ部ともに教職課程として中学校教諭二種免許状（職業）と高等学校教諭免許状（商業）が設けられていた[9]。

#### 附属機関
- 図書館[7]

### 研究
- 『長崎県立佐世保商科短期大学研究紀要』[10]

## 対外関係

### 系列校
- 長崎県立女子短期大学